# 珠江船務企業 (集團)
珠江船務企業（集團）有限公司，簡稱珠江船務企業（集團）（英語：CHU KONG SHIPPING ENTERPRISES (HOLDING) CO. LTD），於1962年，由當時廣東省航運廳（其後在1997年，和广东省航务管理局組成現時為广东省港航集团有限公司，也就是主要控股公司）在香港成立，前身為「珠江船務有限公司」。
董事長為劉偉清。業務在香港和中國經營沿海的航運物流業、水路高速客運和客船交易與修理，兼營成品油、免稅品貿易與供應、公路基建投資和管理、房地產開發、旅遊。總部位於香港上環干諾道中143號珠江船務大廈24樓。
另外，在1996年，把旗下貨運物流業務，分拆成為「珠江船務發展有限公司」（珠江船務企業（股份）有限公司前身），則在1997年上市。

## 連結
- CKS.com.hk